# باولو باريلا
باولو باريلا (بالإيطالية: Paolo Barilla)‏ مواليد 20 أبريل 1961، هو سائق فورملا 1 إيطالي سابق كان قد بدأ مسيرته الاحترافية سنة 1989. كان أول سباق له هو جائزة اليابان الكبرى 1989. خاض خلال مسيرته 15 سباقاً.

## سباقات شارك فيها
- لو مان 24 ساعة
- سوبر فورمولا
- بطولة العالم للسيارات الرياضية
- بطولة فورمولا 3 الإيطالية
- بطولة العالم لسيارات السياحة